# Nicky Hayden
Nicky Hayden, właśc. Nicholas Patrick Hayden (ur. 30 lipca 1981 w Owensboro, zm. 22 maja 2017 w Cesenie) – amerykański motocyklista, mistrz świata w klasie MotoGP w sezonie 2006.

## Życiorys
Wywodził się z rodziny o tradycjach mocno zakorzenionych w wyścigach motocyklowych (bracia i ojciec, również ścigali bądź ścigają się na jednośladach w różnych dyscyplinach). Pierwsze kroki w swojej karierze stawiał w zawodach Dirt Track (popularna w USA dyscyplina motocyklowa, podobna do żużlu), natomiast w 1998 roku przesiadł się na motocykl szosowy w Mistrzostwach USA w klasie Supersport 600, gdzie odnosił swoje pierwsze triumfy. W roku 2000 przesiadł się na motocykl Honda w klasie Superbike (Mistrzostwa Stanów Zjednoczonych), gdzie został wicemistrzem, by sezon 2002 w tej samej klasie przypieczętować mistrzostwem klasy AMA Superbike (stając się najmłodszym mistrzem tej klasy w historii).
Swoją przygodę w klasie MotoGP rozpoczął w roku 2003, gdzie zasiadł za sterami Hondy w zespole Repsol Honda Team. Jego partnerem z zespołu był nie kto inny jak Valentino Rossi. Udany debiut przyniósł mu nagrodę „Rookie of the Year” dla najlepszego debiutanta, a sezon zakończył na 5 miejscu(130 punktów w tym dwa razy na trzecim miejscu podium).
Sezon 2004 to ten sam motocykl i ta sama klasa, jednak jego kolegą z zespołu został Alex Barros. Sezon bogaty w upadki dał Haydenowi dopiero 8 pozycję w ogólnym rozrachunku (117 punktów i dwa razy na trzecim stopniu podium).
W sezonie 2005 jego kolegą z zespołu został Max Biaggi. To był sezon w którym Hayden święcił swój pierwszy triumf. Na torze Laguna Seca podczas Grand Prix USA (pierwszy raz od 11 lat rozegrano to Grand Prix) zdeklasował rywali, wygrywając swój pierwszy wyścig w swojej karierze. Opowiadał później, że w 1994 roku kiedy razem z braćmi przeskakiwał przez ogrodzenie by dostać się na tor Laguna Seca, chcąc oglądać ostatnie wtedy GP USA, nigdy nie przypuszczał, że kiedyś w przyszłości będzie się ścigał w najwyższej klasie wygrywając na tym torze. Klasyfikacja końcowa to 3. miejsce (206 punktów, jedna wygrana, dwa drugie i trzy trzecie miejsca).
Sezon 2006 należał właśnie do Haydena. Jego partnerem z zespołu został wspaniale debiutujący Daniel Pedrosa. Równa jazda przez cały sezon sprawiła, że Hayden został mistrzem świata w swoim zaledwie czwartym sezonie w tej klasie. Złośliwi mówią o nim, że jest to „ciułacz punktów”, a mistrzostwo świata zawdzięcza pechowi jaki prześladował Valentino Rossiego (problemy z maszyną, problemy z oponami, wywrotki). Jednak Hayden przez cały sezon jeździł dosyć równo i tylko jeden raz nie zdobył punktów w GP Portugalii, kiedy kolega z zespołu Daniel Pedrosa wywrócił go na jednym z zakrętów. W ostatnim wyścigu Valentino Rossi miał ośmiopunktową przewagę nad Haydenem, jednak nie wytrzymał napięcia i wywrócił się na jednym z zakrętów z własnej winy. Rossi kontynuował jeszcze wyścig, ale nie odrobił już zbyt wiele punktów do Haydena, który ukończył wyścig na trzecim miejscu, co dało mu 5 punktów przewagi w klasyfikacji końcowej i tym samym mistrzostwo świata.
2007 był przedostatnim sezonem Haydena na fabrycznej Hondzie, zmienił też swój ulubiony numer 69 i używał 1. Obrona tytułu okazała się niemożliwa, Hayden został całkowicie zdominowany przez swojego team partnera, Daniego Pedrosę. Początek upadku miał miejsce podczas Grand Prix Francji i torze Le Mans, Amerykanin zaliczył upadek i spadł w klasyfikacji aż na 11 pozycję. Przed Grand Prix Wielkiej Brytanii, gdy zespół miał okazję przetestować kilka rozwiązań, Hayden poprosił, aby większość systemów elektronicznych wspomagających jazdę zostało wyłączonych. To lekko poprawiło wyniki „Kentucky Kida”, jednakże ogółem obrona mistrzowska w wykonaniu Haydena okazała się najgorsza od czasu Kenny’ego Robertsa juniora (zero zwycięstw i tylko 3 razy trzecie miejsce).
Po zdobyciu mistrzostwa przez Caseya Stonera, Hayden musiał wrócić do swojej ulubionej #69, Honda zaś po raz pierwszy zastosowała zawory pneumatyczne w swoich motocyklach i na początku testował je tylko Hayden. Potem stosunki na linii zawodnik-zespół bardzo się pogorszyły, stało się tak m.in. z powodu kontuzji Haydena i po zmianie ogumienia przez Daniego Pedrosę z Michelin na Bridgestone, decyzji, o której Hayden w ogóle nie wiedział. Te i inne nieporozumienia wznieciły falę spekulacji, jakoby Hayden miał opuścić Hondę pod koniec roku, co zresztą potwierdziło się we wrześniu 2008, gdy sam zainteresowany poinformował o tym podczas oficjalnej konferencji prasowej.
Nastąpił koniec współpracy, która trwała 10 lat, a #69 przeszedł do stajni Ducati, gdzie miał zostać kolegą zespołowym Caseya Stonera. Gdy nadszedł czas przedsezonowych testów, Hayden skarżył się na wiele problemów ze swoim GP9, podkreślał, że tył motocykla bardzo „pompuje” przy wyjściach z zakrętów, co skutkowało słabą trakcją. Podczas sesji kwalifikacyjnej przed Grand Prix Kataru, Amerykanin doznał urazu klatki piersiowej i kręgosłupa, następnie miał olbrzymie problemy ze swoim Ducati w deszczu, gdy karuzela mistrzostw świata zawitała do Japonii.
Ostatecznie rok zakończył na najgorszym w swojej karierze, 13. miejscu. Tylko raz udało mu się pojawić na podium (Indianapolis). Przedłużył kontrakt z Ducati o rok i 2010 rozpoczął ze spokojną głową. Osiągnął swoją najlepszą pozycję z włoskim zespołem raz stając na podium (163 pkt., 7. lokata). Zostając przy Desmosedici także w 2011, połączył siły z wielokrotnym mistrzem świata i legendą wyścigów motocyklowych, Valentino Rossim. Mimo o wiele większego doświadczenia od Rossiego z motocyklem Ducati, Hayden nie zdołał go pokonać w bezpośrednim pojedynku, na osłodę pozostało mu jedno podium (Jerez). Jakby tego było mało doznał kontuzji (złamany nadgarstek) w kraksie sprowokowanej przez Alvaro Bautistę. Uniemożliwiło mu to testowanie po ostatniej eliminacji sezonu, Grand Prix Walencji.
2012 nie różnił się tak bardzo od poprzedniego, „Kentucky Kid” znowu zajął 9. miejsce w klasyfikacji generalnej, nie zaliczając podium ani razu, po raz pierwszy w swojej karierze. Pożegnalny rok 2013 spędził już u boku Andrei Dovizioso, praktycznie przez cały czas walcząc z nim o miano najlepszego kierowcy Desmosedici, pojedynek niestety przegrał i zakończył 5 letnią przygodę z włoskim teamem.
Nie mając wielkiego wyboru ze względu na swój wiek i ciągły napływ nowych, utalentowanych zawodników z chociażby Moto2, Hayden zadowolił się motocyklem klasy „Open”, Hondą RCV1000RR zespołu DRIVE M7 Aspar.
Pochodził z Kentucky, stąd jego pseudonim – „Kentucky Kid”. Kojarzono go z siecią fast foodów KFC (KFC), lecz Hayden nie przywiązywał do tego wagi, nie jadał w takiej restauracji i podczas jednego z wywiadów powiedział, że w samej tylko Dosze (stolica Kataru, gdzie również odbywają się motocyklowe mistrzostwa świata) widział więcej restauracji tej sieci niż w całym stanie Kentucky. Dlatego też dziwił go fakt, że rodzinny stan kojarzy się tylko z tą siecią. „Łatę”, którą przykleili mu jego kibice z Europy, zaakceptował i używał właśnie tego pseudonimu.
W sezonie 2014 jeździł dla Aspar Racing Team, nie uczestniczył w czterech wyścigach, zajmując 16. miejsce w generalce. Sezon później w tym samym zespole z Eugene Laverym. Zebrał 16 punktów i zajął 20. miejsce w klasyfikacji końcowej.
17 maja 2017 uległ wypadkowi drogowemu podczas wycieczki rowerowej w pobliżu Rimini. Po wypadku został przetransportowany do szpitala w Cesenie z poważnymi obrażeniami głowy, jamy brzusznej oraz klatki piersiowej. Zmarł 22 maja 2017.

## Statystyki

### Sezony
| Sezon | Klasa  | Motocykl        | Zespół            | Wyścigi | Zwycięstwa | Podium | Najlepsze miejsce | PP | Najsz. okr. | Pkt. | Miejsce | Liczba tytułów |
| ----- | ------ | --------------- | ----------------- | ------- | ---------- | ------ | ----------------- | -- | ----------- | ---- | ------- | -------------- |
| 2003  | MotoGP | Honda RC211V    | Honda-HRC         | 16      | 0          | 2      | 3                 | 0  | 0           | 130  | 5th     | –              |
| 2004  | MotoGP | Honda RC211V    | Honda-HRC         | 15      | 0          | 2      | 3                 | 0  | 0           | 117  | 8       | –              |
| 2005  | MotoGP | Honda RC211V    | Honda-HRC         | 17      | 1          | 6      | 1                 | 3  | 2           | 206  | 3       | –              |
| 2006  | MotoGP | Honda RC211V    | Honda-HRC         | 17      | 2          | 10     | 1                 | 1  | 2           | 252  | 1       | 1              |
| 2007  | MotoGP | Honda RC212V    | Honda-HRC         | 18      | 0          | 3      | 3                 | 1  | 1           | 127  | 8       | –              |
| 2008  | MotoGP | Honda RC212V    | Honda-HRC         | 16      | 0          | 2      | 2                 | 0  | 1           | 155  | 6       | –              |
| 2009  | MotoGP | Ducati GP9      | Ducati Corse      | 17      | 0          | 1      | 3                 | 0  | 0           | 104  | 13      | –              |
| 2010  | MotoGP | Ducati GP10     | Ducati Corse      | 18      | 0          | 1      | 3                 | 0  | 0           | 163  | 7       | –              |
| 2011  | MotoGP | Ducati GP11     | Ducati Corse      | 17      | 0          | 1      | 3                 | 0  | 1           | 132  | 8       | –              |
| 2012  | MotoGP | Ducati GP12     | Ducati Corse      | 16      | 0          | 0      | 4                 | 0  | 0           | 122  | 9       | –              |
| 2013  | MotoGP | Ducati GP13     | Ducati Corse      | 18      | 0          | 0      | 5                 | 0  | 0           | 126  | 9       | –              |
| 2014  | MotoGP | Honda RCV1000R  | Drive M7 Aspar    | 13      | 0          | 0      | 8                 | 0  | 0           | 47   | 16      | –              |
| 2015  | MotoGP | Honda RC213V-RS | Aspar MotoGP Team | 18      | 0          | 0      | 11                | 0  | 0           | 16   | 20      | –              |
| Razem |        |                 |                   | 216     | 3          | 28     |                   | 5  | 7           | 1697 |         | 1              |

### Klasy wyścigowe
| Klasa  | Sezony | Pierwszy wyścig | Pierwsze podium | Pierwsza wygrana | Wyścigi | Zwycięstwa | Podium | PP | Najsz. okr. | Pkt. | WCh |
| ------ | ------ | --------------- | --------------- | ---------------- | ------- | ---------- | ------ | -- | ----------- | ---- | --- |
| MotoGP | 2003–  | Japonia 2003    | Pacyfik 2003    | USA 2005         | 216     | 3          | 28     | 5  | 7           | 1697 | 1   |
| Razem  | 2003–  |                 |                 |                  | 216     | 3          | 28     | 5  | 7           | 1697 | 1   |

### Starty
| Rok  | Klasa  | Motocykl | 1      | 2      | 3      | 4      | 5      | 6       | 7      | 8      | 9      | 10     | 11      | 12     | 13      | 14     | 15     | 16     | 17     | 18     | Poz. | Pkt. |
| ---- | ------ | -------- | ------ | ------ | ------ | ------ | ------ | ------- | ------ | ------ | ------ | ------ | ------- | ------ | ------- | ------ | ------ | ------ | ------ | ------ | ---- | ---- |
| 2003 | MotoGP | Honda    | JPN 7  | RSA 7  | SPA NU | FRA 12 | ITA 12 | CAT 9   | NED 11 | GBR 8  | GER 5  | CZE 6  | POR 9   | BRA 5  | PAC 3   | MAL 4  | AUS 3  | VAL NU |        |        | 5    | 130  |
| 2004 | MotoGP | Honda    | RSA 5  | SPA 5  | FRA 11 | ITA NU | CAT NU | NED 5   | BRA 3  | GER 3  | GBR 4  | CZE NU | POR     | JPN NU | QAT 5   | MAL 4  | AUS 6  | VAL NU |        |        | 8    | 117  |
| 2005 | MotoGP | Honda    | SPA NU | POR 7  | CHN 9  | FRA 6  | ITA 6  | CAT 5   | NED 4  | USA 1  | GBR NU | GER 3  | CZE 5   | JPN 7  | MAL 4   | QAT 3  | AUS 2  | TUR 3  | VAL 2  |        | 3    | 206  |
| 2006 | MotoGP | Honda    | SPA 3  | QAT 2  | TUR 3  | CHN 2  | FRA 5  | ITA 3   | CAT 2  | NED 1  | GBR 7  | GER 3  | USA 1   | CZE 9  | MAL 4   | AUS 5  | JPN 5  | POR NU | VAL 3  |        | 1    | 252  |
| 2007 | MotoGP | Honda    | QAT 8  | SPA 7  | TUR 7  | CHN 12 | FRA NU | ITA 10  | CAT 11 | GBR 17 | NED 3  | GER 3  | USA NU  | CZE 3  | RSM 13  | POR 4  | JPN 9  | AUS NU | MAL 9  | VAL 8  | 8    | 127  |
| 2008 | MotoGP | Honda    | QAT 10 | SPA 4  | POR NU | CHN 6  | FRA 8  | ITA 13  | CAT 8  | GBR 7  | NED 4  | GER 13 | USA 5   | CZE    | RSM DNS | IND 2  | JPN 5  | AUS 3  | MAL 4  | VAL 5  | 6    | 155  |
| 2009 | MotoGP | Ducati   | QAT 12 | JPN NU | SPA 15 | FRA 12 | ITA 12 | CAT 10  | NED 8  | USA 5  | GER 8  | GBR 15 | CZE 6   | IND 3  | RSM NU  | POR 8  | AUS 15 | MAL 5  | VAL 5  |        | 13   | 104  |
| 2010 | MotoGP | Ducati   | QAT 4  | SPA 4  | FRA 4  | ITA NU | GBR 4  | NED 7   | CAT 8  | GER 7  | USA 5  | CZE 6  | IND 6   | RSM NU | ARA 3   | JPN 12 | MAL 6  | AUS 4  | POR 5  | VAL NU | 7    | 163  |
| 2011 | MotoGP | Ducati   | QAT 9  | SPA 3  | POR 9  | FRA 7  | CAT 8  | GBR 4   | NED 5  | ITA 10 | GER 8  | USA 7  | CZE 7   | IND 14 | RSM NU  | ARA 7  | JPN 7  | AUS 7  | MAL C  | VAL NU | 8    | 132  |
| 2012 | MotoGP | Ducati   | QAT 6  | SPA 8  | POR 11 | FRA 6  | CAT 9  | GBR 7   | NED 6  | GER 10 | ITA 7  | USA 6  | IND DNS | CZE    | RSM 7   | ARA NU | JPN 8  | MAL 4  | AUS 8  | VAL NU | 9    | 122  |
| 2013 | MotoGP | Ducati   | QAT 8  | AME 9  | SPA 7  | FRA 5  | ITA 6  | CAT NU  | NED 11 | GER 9  | USA 8  | IND 9  | CZE 8   | GBR 8  | RSM 9   | ARA 9  | MAL NU | AUS 7  | JPN 9  | VAL 8  | 9    | 126  |
| 2014 | MotoGP | Honda    | QAT 8  | AME 11 | ARG 11 | SPA 11 | FRA NU | ITA DNS | CAT 13 | NED 17 | GER 14 | IND NW | CZE     | GBR    | RSM     | ARA 9  | JPN 14 | AUS 10 | MAL NU | VAL 13 | 16   | 47   |
| 2015 | MotoGP | Honda    | QAT 17 | AME 13 | ARG 16 | SPA 17 | FRA 11 | ITA NU  | CAT NU | NED 16 | GER 16 | IND 16 | CZE 17  | GBR 12 | RSM 17  | ARA 15 | JPN 13 | AUS NU | MAL 16 | VAL 17 | 20   | 16   |